# Immeuble (Lunéville, 61 rue de Lorraine)
L'immeuble situé 61, rue de Lorraine à Lunéville est un édifice situé à Lunéville, dans la Meurthe-et-Moselle en région Grand Est.

## Histoire
La Maison est du XVIIIe siècle et fut construite pour Lanières, maire royal de Lunéville entre 1772 et 1789, à l'emplacement de l'ancien hôtel de Beauvau Craon  démoli en 1779. Le heurtoir de la porte cochère porte la date de 1781. Cette maison est dite Maison du traité car il y fut signé le 9 février 1801 un traité de paix entre la France et l'Autriche. La rampe d'appui de l'escalier porte un monogramme M K pour le nouveau propriétaire de la maison, Edmond Keller, maire de Lunéville entre 1870 et 1871.
Les boiseries du salon sont inscrites au titre des monuments historiques par arrêté du 21 septembre 1949.
Sur la façade, une plaque commémorative indique que Charles Juste de Beauvau, prince de Craon y est né le 10 novembre 1720.
Une autre plaque commémore le séjour du général américain Alexander Patch du 3 mars au 27 mars 1945.

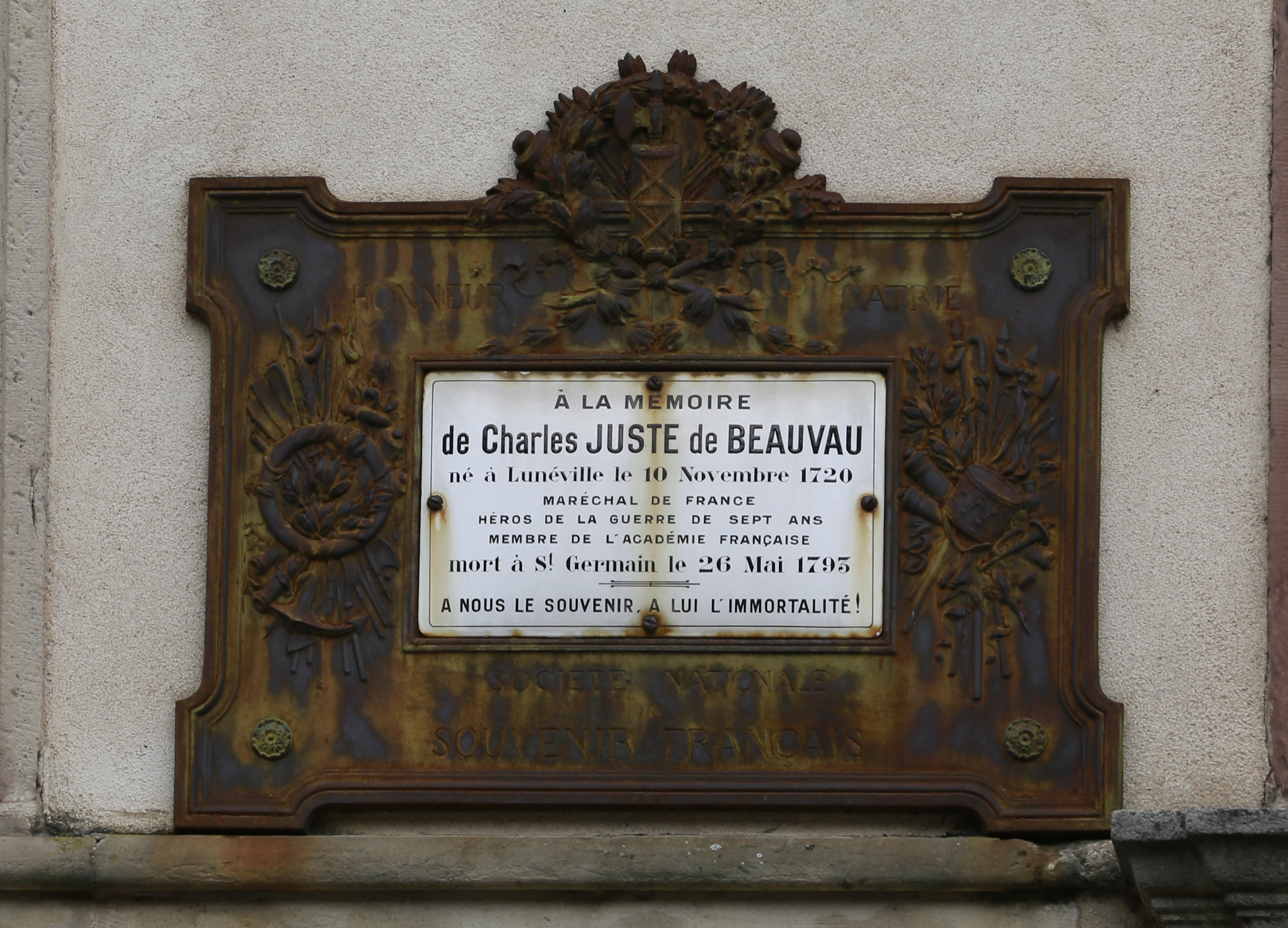
Plaque pour le prince de Craon.
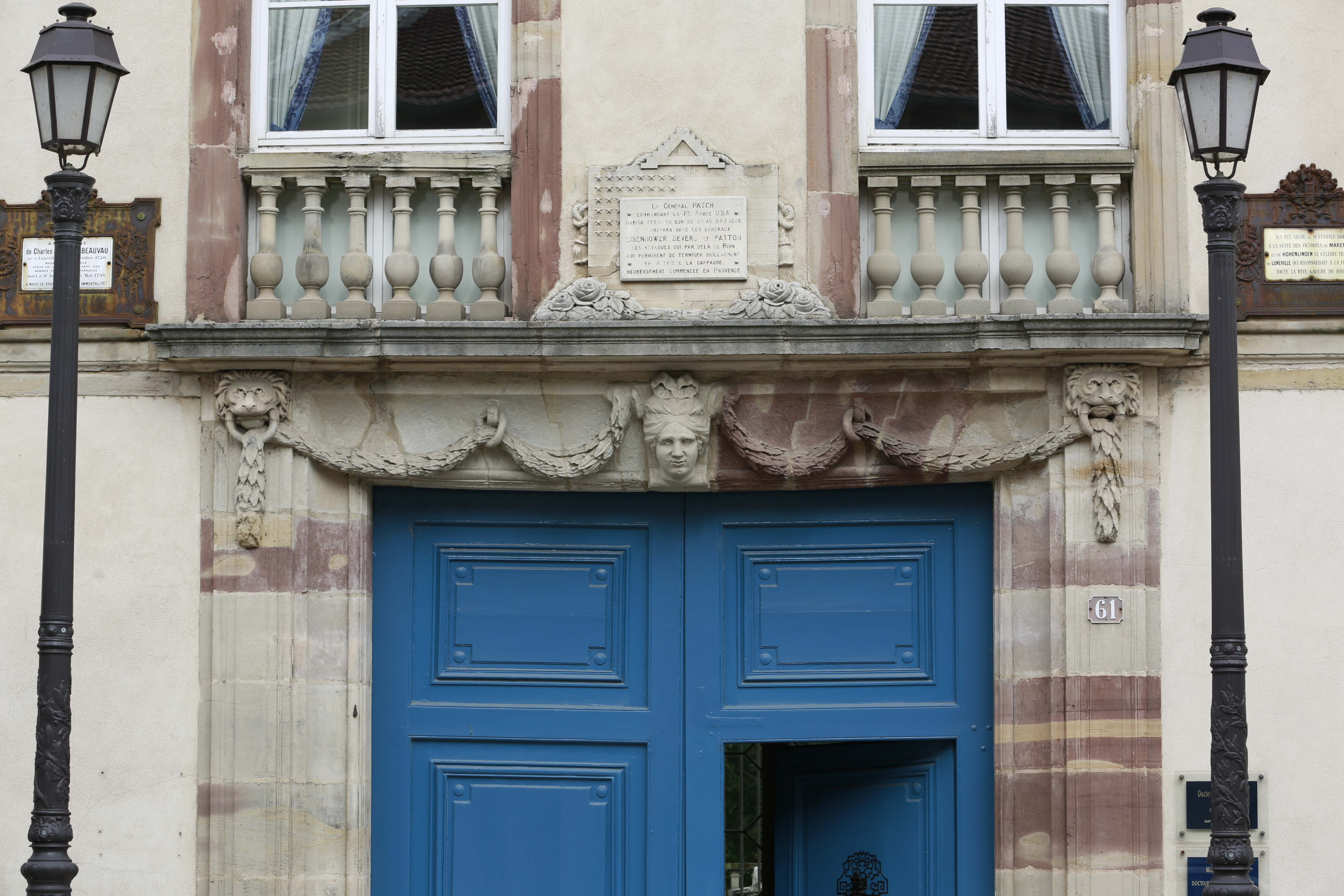
Porte d'entrée.
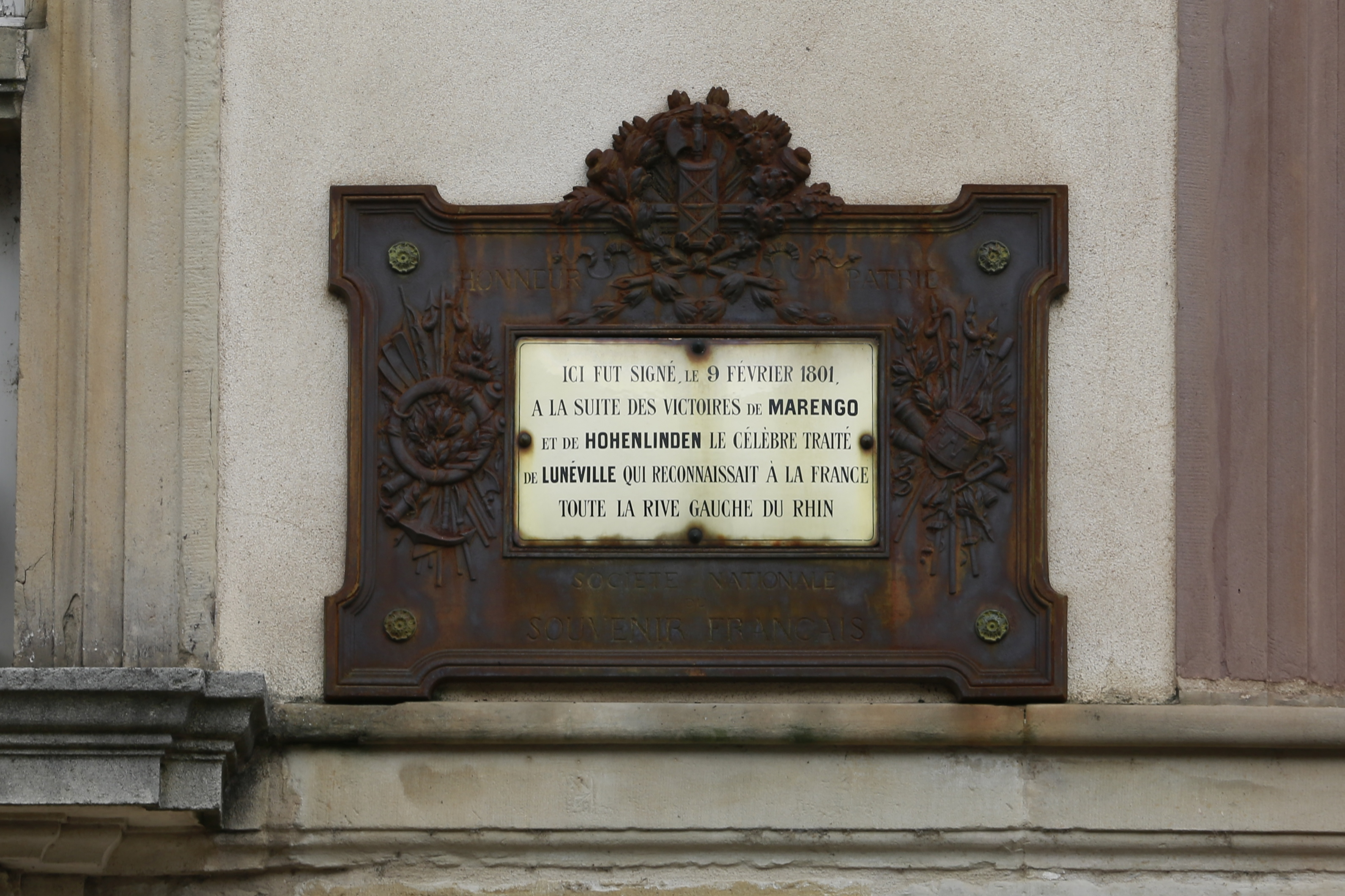
Plaque du traité de Lunéville.
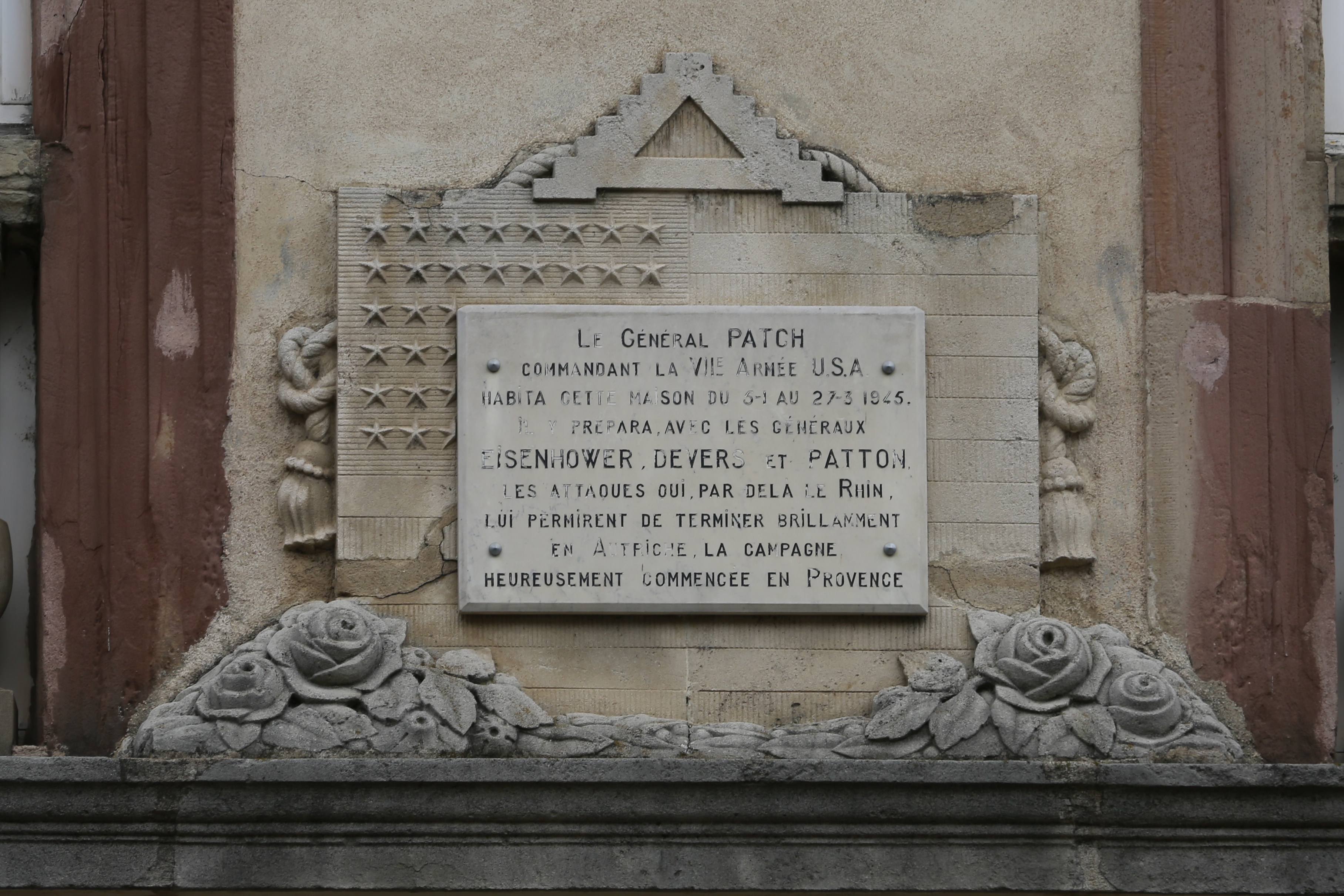
Plaque pour le général  Patch.